# 埼玉県第5区
埼玉県第5区（さいたまけんだい5く）は、日本の衆議院議員総選挙における選挙区。1994年（平成6年）の公職選挙法改正で設置。

## 区域

### 現在の区域
2022年（令和4年）公職選挙法改正以降の区域は以下のとおりである。区の境界線により調整したことで、一旦編入した見沼区の一部が1区へ戻ったことにより、事実上2002年から2017年までの区域に戻る形になった。
- さいたま市
  - 西区
  - 北区
  - 大宮区
  - 中央区

### 2017年から2022年までの区域
2017年（平成29年）公職選挙法改正から2022年の小選挙区改定までの区域は以下のとおりである。2017年の改正で見沼区の一部が編入された（事実上の復帰）。
- さいたま市
  - 西区
  - 北区
  - 大宮区
  - 見沼区（概ねJR宇都宮線の西側にあたる地区［見沼区第1および第2投票区］）
    - 大字砂、砂町2丁目、東大宮2〜4丁目

  - 中央区

### 2002年から2017年までの区域
2003年（平成15年）公職選挙法改正から2017年の小選挙区改定までの区域は以下のとおりである。
- さいたま市
  - 西区
  - 北区
  - 大宮区
  - 中央区

2002年（平成14年）公職選挙法改正から2003年の小選挙区改定までの区域は以下のとおりである。2002年に、後に見沼区になる地域が1区へ編入された。
- さいたま市
  - 本庁管内の一部
    - 東町1・2丁目、天沼町1・2丁目、植竹町1・2丁目、上峰1〜4丁目、円阿弥1〜7丁目、大字上野本郷、大字大成、大字大宮、大字上内野、大字上落合、大字上小村田、大字加茂宮、大字櫛引、大字今羽、大字下内野、大字下落合、大字下加、大字高鼻、大字土手宿、大字土呂、大字並木、大字奈良瀬戸、大字西内野、大字西本郷、大字西谷、大宮仲町1〜3丁目、上落合1〜9丁目、吉敷町1〜4丁目、北袋町1・2丁目、今羽町、桜丘1・2丁目、下落合2〜7丁目、下町1〜3丁目、寿能町1・2丁目、新中里3〜5丁目、鈴谷1〜9丁目、浅間町1・2丁目、大門町1〜3丁目、高鼻町1〜4丁目、土手町1〜3丁目、土呂町、土呂町1・2丁目、八王子1〜5丁目、東大成町1・2丁目、堀の内町1〜3丁目、本郷町、盆栽町、本町西1〜6丁目、本町東1〜7丁目、宮町1〜5丁目

  - 指扇・馬宮・植水の各支所管内
  - 日進・宮原・大宮駅・三橋・大戸の各出張所管内
  - 東大宮出張所管内の一部
    - 砂町1丁目、見沼1〜3丁目

### 2002年以前の区域
1994年（平成6年）公職選挙法改正から2002年の小選挙区改定までの区域は以下のとおりである。
- 大宮市
- 与野市

## 歴史
第41回に福永信彦が9,088票差で競り勝ったが、その時に3位ながら比例復活当選を果たした枝野幸男が第42回以降民主党→民進党→立憲民主党と政党を変えながらも連続当選を重ねている。
第46回では逆風の中、9,465票差で競り勝ち、埼玉県内で唯一の民主党議席を守った。自由民主党は第44回以降は牧原秀樹が同選挙区から立候補しており、第45回・第50回を除き比例復活している。枝野と牧原はいずれも弁護士出身であり「弁護士対決」となっている。
第47回では民主党幹事長を務める枝野に対して安倍晋三首相をはじめとした閣僚や小泉進次郎をはじめとした党幹部級が続々と牧原の応援に入るなど重点選挙区として狙い撃ちを受けた。牧原はに前回より2千5百票ほど票を上積みされ、苦戦を強いられた枝野だが3,394票差で辛うじて8選した。これは、同様に重点選挙区として狙い撃ちを受けた形の東京1区に出馬して落選した代表の海江田万里とは対照的な結果となった。
第48回では多数の民進党候補者の希望の党への合流と一部候補者の排除という混乱を受けて、枝野は立憲民主党を結党して党代表に就任。前回同様に全国を遊説したことから選挙区入りはままらなかった。対して牧原は前回同様に閣僚・党幹部級が応援に入るなどした。また、希望の党が枝野への刺客候補として若狭勝の政治塾出身の弁護士である高木秀文を擁立。日本共産党は枝野を支援するため候補を取り下げた。結果、この選挙では立憲民主党が躍進。枝野自身も得票を増やし、4万2千票差で9選。牧原は前回より得票数を伸ばすことができず、第45回以来となる70%以下の惜敗率となったが、自民党は比例北関東ブロックで7議席を獲得し、北関東ブロックで自民党から重複立候補して小選挙区で落選した候補は牧原を含めて3人であったため、牧原は惜敗率に関係なく比例復活を果たした。また、政権批判票のほとんどが枝野に集中した結果、希望の党の高木は北関東ブロックの同党候補者の中で唯一得票数が供託金没収点未満の惨敗となった。
2021年の第49回を前に枝野は日本共産党、社会民主党、れいわ新選組とともに20項目の共通政策で任意団体「安保法制の廃止と立憲主義の回復を求める市民連合」と合意し、4野党による野党候補の統一化を進めた。更に政権を奪取した場合、共産党と限定的な閣外協力をする事で合意した。一方の牧原は、当初は「連続2回以上小選挙区で敗れ、比例で復活当選した議員は原則として比例区との重複立候補を認めない（=負ければ即落選）」という方針が党から出されていたため、比例区の重複立候補ができないと危惧された（牧原はここまで3回連続して復活当選していた）が、幹事長が選挙前に二階俊博から甘利明に交代したことでその危機は回避された。選挙戦に入ると、閣僚経験者（小泉進次郎・河野太郎）や首相経験者（安倍晋三・菅義偉）が応援演説に駆けつける等、悲願の選挙区での当選に向けて盤石の体制を作った。開票では競り合いで枝野を苦しめたが、枝野は日付が変わった後に当確が出て辛くも10選。6,083票差まで迫りながら惜しくも敗れた牧原は比例復活で5選となった。なお、この選挙で、政党の党首のうち小選挙区に立候補したのは枝野の他に自由民主党総裁（首相）の岸田文雄と国民民主党代表の玉木雄一郎の3名だったが、その中で当確が最後に出たのは枝野である。しかし、枝野にとり誤算だったのは立憲民主党が全体で96議席と13議席滅の敗北という現実だった。野党候補の統一化で選挙への関心も高まり、一定の成果はあったが、「共産党の限定的な閣外協力」が支持労組の日本労働組合総連合会（連合）の反感を買うことになった。これを受けて、枝野は11月2日の党執行役員会で、議席減の責任を取り、10選したにもかかわらず第206回国会（特別国会）後に代表を辞任する意向を表明し、11月12日の党常任幹事会で了承された。
2024年の第50回を前に枝野は立憲民主党代表選に立候補して代表返り咲きを狙ったが、結果は野田佳彦に決選投票で敗れた。また、牧原は第1次石破内閣で初入閣して法務大臣に就任したが、牧原にとって厄介になったのは自民党の裏金問題などで有権者から同党に対する批判が続いてる事にあり、枝野が貫禄の11選を果たした。一方、現職の大臣として悲願の小選挙区当選に挑んだ牧原であったが、大臣就任直後に発覚した統一教会問題が響き、またしても枝野に勝利を許し、比例でも復活当選できない自身2度目の完全落選となり、大臣を辞することを明らかにした。

## 小選挙区選出議員
| 選挙名                 | 年     | 当選者   | 党派           |
| ---------------------- | ------ | -------- | -------------- |
| 第41回衆議院議員総選挙 | 1996年 | 福永信彦 | 自由民主党     |
| 第42回衆議院議員総選挙 | 2000年 | 枝野幸男 | 民主党         |
| 第43回衆議院議員総選挙 | 2003年 | 枝野幸男 | 民主党         |
| 第44回衆議院議員総選挙 | 2005年 | 枝野幸男 | 民主党         |
| 第45回衆議院議員総選挙 | 2009年 | 枝野幸男 | 民主党         |
| 第46回衆議院議員総選挙 | 2012年 | 枝野幸男 | 民主党         |
| 第47回衆議院議員総選挙 | 2014年 | 枝野幸男 | 民主党         |
| 第48回衆議院議員総選挙 | 2017年 | 枝野幸男 | 立憲民主党(旧) |
| 第49回衆議院議員総選挙 | 2021年 | 枝野幸男 | 立憲民主党(新) |
| 第50回衆議院議員総選挙 | 2024年 | 枝野幸男 | 立憲民主党(新) |

## 選挙結果
時の内閣：第1次石破内閣 解散日：2024年10月9日 公示日：2024年10月15日
当日有権者数：39万5908人 最終投票率：54.76%（前回比：1.82%） （全国投票率：53.85%（2.08%））
| 当落 | 候補者名 | 年齢 | 所属党派     | 新旧 | 得票数    | 得票率 | 惜敗率 | 推薦・支持 | 重複 |
| ---- | -------- | ---- | ------------ | ---- | --------- | ------ | ------ | ---------- | ---- |
| 当   | 枝野幸男 | 60   | 立憲民主党   | 前   | 107,778票 | 50.98% | ――     |            | ◯    |
|      | 牧原秀樹 | 53   | 自由民主党   | 前   | 78,250票  | 37.01% | 72.60% | 公明党推薦 | ◯    |
|      | 辻村千尋 | 56   | れいわ新選組 | 新   | 15,295票  | 7.23%  | 14.19% |            |      |
|      | 山本悠子 | 72   | 日本共産党   | 新   | 10,098票  | 4.78%  | 9.37%  |            |      |

時の内閣：第1次岸田内閣 解散日：2021年10月14日 公示日：2021年10月19日
当日有権者数：39万7522人 最終投票率：56.58%（前回比：1.82%） （全国投票率：55.93%（2.25%））
| 当落 | 候補者名 | 年齢 | 所属党派   | 新旧 | 得票数    | 得票率 | 惜敗率 | 推薦・支持 | 重複 |
| ---- | -------- | ---- | ---------- | ---- | --------- | ------ | ------ | ---------- | ---- |
| 当   | 枝野幸男 | 57   | 立憲民主党 | 前   | 113,615票 | 51.38% | ――     |            | ◯    |
| 比当 | 牧原秀樹 | 50   | 自由民主党 | 前   | 107,532票 | 48.62% | 94.65% | 公明党推薦 | ◯    |

時の内閣：第3次安倍第3次改造内閣 解散日：2017年9月28日 公示日：2017年10月10日
当日有権者数：38万2565人 最終投票率：54.76%（前回比：0.78%） （全国投票率：53.68%（1.02%））
| 当落 | 候補者名 | 年齢 | 所属党派   | 新旧 | 得票数    | 得票率 | 惜敗率 | 推薦・支持       | 重複 |
| ---- | -------- | ---- | ---------- | ---- | --------- | ------ | ------ | ---------------- | ---- |
| 当   | 枝野幸男 | 53   | 立憲民主党 | 前   | 119,091票 | 57.40% | ――     |                  | ◯    |
| 比当 | 牧原秀樹 | 46   | 自由民主党 | 前   | 77,023票  | 37.12% | 64.68% | 公明党推薦       | ◯    |
|      | 高木秀文 | 44   | 希望の党   | 新   | 11,379票  | 5.48%  | 9.55%  | 日本維新の会推薦 | ◯    |

時の内閣：第2次安倍改造内閣 解散日：2014年11月21日 公示日：2014年12月2日
当日有権者数：35万8127人 最終投票率：55.54%（前回比：4.33%） （全国投票率：52.66%（6.66%））
| 当落 | 候補者名 | 年齢 | 所属党派   | 新旧 | 得票数   | 得票率 | 惜敗率 | 推薦・支持 | 重複 |
| ---- | -------- | ---- | ---------- | ---- | -------- | ------ | ------ | ---------- | ---- |
| 当   | 枝野幸男 | 50   | 民主党     | 前   | 90,030票 | 46.09% | ――     |            | ○    |
| 比当 | 牧原秀樹 | 43   | 自由民主党 | 前   | 86,636票 | 44.36% | 96.23% | 公明党推薦 | ○    |
|      | 山本悠子 | 62   | 日本共産党 | 新   | 18,654票 | 9.55%  | 20.72% |            |      |

時の内閣：野田第3次改造内閣 解散日：2012年11月16日 公示日：2012年12月4日
当日有権者数：35万2329人 最終投票率：59.87%（前回比：6.13%） （全国投票率：59.32%（9.96%））
| 当落 | 候補者名 | 年齢 | 所属党派     | 新旧 | 得票数   | 得票率 | 惜敗率 | 推薦・支持   | 重複 |
| ---- | -------- | ---- | ------------ | ---- | -------- | ------ | ------ | ------------ | ---- |
| 当   | 枝野幸男 | 48   | 民主党       | 前   | 93,585票 | 45.37% | ――     | 国民新党推薦 | ○    |
| 比当 | 牧原秀樹 | 41   | 自由民主党   | 元   | 84,120票 | 40.79% | 89.89% | 公明党推薦   | ○    |
|      | 藤島利久 | 50   | 日本未来の党 | 新   | 15,434票 | 7.48%  | 16.49% | 新党大地推薦 | ○    |
|      | 大石豊   | 52   | 日本共産党   | 新   | 13,109票 | 6.36%  | 14.01% |              |      |

時の内閣：麻生内閣 解散日：2009年7月21日 公示日：2009年8月18日
当日有権者数：34万2355人 最終投票率：66.00%（前回比：1.03%） （全国投票率：69.28%（1.77%））
| 当落 | 候補者名   | 年齢 | 所属党派   | 新旧 | 得票数    | 得票率 | 惜敗率 | 推薦・支持 | 重複 |
| ---- | ---------- | ---- | ---------- | ---- | --------- | ------ | ------ | ---------- | ---- |
| 当   | 枝野幸男   | 45   | 民主党     | 前   | 130,920票 | 59.15% | ――     |            | ○    |
|      | 牧原秀樹   | 38   | 自由民主党 | 前   | 85,139票  | 38.47% | 65.03% | 公明党推薦 | ○    |
|      | 佐々木正子 | 55   | 幸福実現党 | 新   | 5,274票   | 2.38%  | 4.03%  |            |      |

時の内閣：第2次小泉改造内閣 解散日：2005年8月8日 公示日：2005年8月30日
当日有権者数：33万1390人 最終投票率：64.97%（前回比：11.93%） （全国投票率：67.51%（7.65%））
| 当落 | 候補者名 | 年齢 | 所属党派   | 新旧 | 得票数    | 得票率 | 惜敗率 | 推薦・支持 | 重複 |
| ---- | -------- | ---- | ---------- | ---- | --------- | ------ | ------ | ---------- | ---- |
| 当   | 枝野幸男 | 41   | 民主党     | 前   | 103,014票 | 48.68% | ――     |            | ○    |
| 比当 | 牧原秀樹 | 34   | 自由民主党 | 新   | 91,472票  | 43.22% | 88.80% |            | ○    |
|      | 松下裕   | 60   | 日本共産党 | 新   | 17,140票  | 8.10%  | 16.64% |            |      |

時の内閣：第1次小泉第2次改造内閣 解散日：2003年10月10日 公示日：2003年10月28日 最終投票率：53.04%（前回比：3.62%） （全国投票率：59.86%（2.63%））
| 当落 | 候補者名 | 年齢 | 所属党派   | 新旧 | 得票数   | 得票率 | 惜敗率 | 推薦・支持 | 重複 |
| ---- | -------- | ---- | ---------- | ---- | -------- | ------ | ------ | ---------- | ---- |
| 当   | 枝野幸男 | 39   | 民主党     | 前   | 95,626票 | 56.41% | ――     |            | ○    |
|      | 高橋秀明 | 47   | 自由民主党 | 新   | 60,410票 | 35.63% | 63.17% |            | ○    |
|      | 松下裕   | 58   | 日本共産党 | 新   | 13,493票 | 7.96%  | 14.11% |            |      |

時の内閣：第1次森内閣 解散日：2000年6月2日 公示日：2000年6月13日 最終投票率：56.66%（前回比：5.17%） （全国投票率：62.49%（2.84%））
| 当落 | 候補者名 | 年齢 | 所属党派   | 新旧 | 得票数    | 得票率 | 惜敗率 | 推薦・支持 | 重複 |
| ---- | -------- | ---- | ---------- | ---- | --------- | ------ | ------ | ---------- | ---- |
| 当   | 枝野幸男 | 36   | 民主党     | 前   | 106,711票 | 45.52% | ――     |            | ○    |
|      | 福永信彦 | 56   | 自由民主党 | 前   | 86,179票  | 36.76% | 80.76% |            | ○    |
|      | 藤原幸朗 | 70   | 日本共産党 | 新   | 34,192票  | 14.58% | 32.04% |            |      |
|      | 会田千和 | 45   | 自由連合   | 新   | 7,369票   | 3.14%  | 6.91%  |            |      |

時の内閣：第1次橋本内閣 解散日：1996年9月27日 公示日：1996年10月8日 最終投票率：51.49% （全国投票率：59.65%（8.11%））
| 当落 | 候補者名   | 年齢 | 所属党派   | 新旧 | 得票数   | 得票率 | 惜敗率 | 推薦・支持 | 重複 |
| ---- | ---------- | ---- | ---------- | ---- | -------- | ------ | ------ | ---------- | ---- |
| 当   | 福永信彦   | 52   | 自由民主党 | 前   | 63,120票 | 30.89% | ――     |            | ○    |
|      | 金子善次郎 | 53   | 新進党     | 新   | 54,032票 | 26.44% | 85.60% |            |      |
| 比当 | 枝野幸男   | 32   | 民主党     | 前   | 51,425票 | 25.17% | 81.47% |            | ○    |
|      | 藤原幸朗   | 66   | 日本共産党 | 新   | 33,643票 | 16.46% | 53.30% |            |      |
|      | 阿部政幸   | 47   | 自由連合   | 新   | 2,127票  | 1.04%  | 3.37%  |            | ○    |

- 金子は第42回は比例北関東ブロック、第43回以降は1区から立候補。